# Indigofera chenii
Indigofera chenii là một loài thực vật có hoa trong họ Đậu. Loài này được S.S.Chien miêu tả khoa học đầu tiên.